# جاستین کریپس
جاستین کریپس (انگلیسی: Justin Kripps؛ زادهٔ ۶ ژانویهٔ ۱۹۸۷) ورزشکار بابسلد اهل کانادا است.
وی در مسابقات کشوری و بین‌المللی در مجموع برندهٔ ۱ مدال طلا، ۲ مدال نقره، ۲ مدال برنز شده‌است.